# K5 - The War of Words Demos
K5 - The War of Words Demos es el segundo álbum recopilatorio de la banda estadounidense de heavy metal Fight, publicado en 2007 por Metal God Entertainment. El disco contiene las maquetas originales de las canciones de la producción debut de la banda War of Words de 1993, las que fueron escritas en julio de 1992 en Phoenix, Arizona. Además, posee cinco canciones nuevas que se compusieron por aquel mismo tiempo y que fueron remasterizadas en 2006 por Roy Z.

## Lista de canciones
Todas las canciones escritas por Rob Halford, a menos que se indique lo contrario.

| N.º | Título                          | Duración |  |
| 1.  | «Into the Pit»                  | 4:35     |  |
| 2.  | «Nailed to the Gun»             | 3:33     |  |
| 3.  | «Now You Die» (nueva canción)   | 3:36     |  |
| 4.  | «Life in Black»                 | 4:51     |  |
| 5.  | «Kill It»                       | 3:32     |  |
| 6.  | «Contortion»                    | 4:19     |  |
| 7.  | «Forbidden» (nueva canción)     | 4:41     |  |
| 8.  | «War of Words»                  | 4:56     |  |
| 9.  | «Psycho Suicide»                | 4:46     |  |
| 10. | «Down» (nueva canción)          | 4:38     |  |
| 11. | «Vicious»                       | 3:13     |  |
| 12. | «Beast Denies» (nueva canción)  | 4:46     |  |
| 13. | «Laid to Rest»                  | 5:21     |  |
| 14. | «Jesus Saves»                   | 3:38     |  |
| 15. | «Dead Men Talk» (nueva canción) | 5:10     |  |
| 16. | «For All Eternity»              | 4:36     |  |

| Pista adicional solo para Japón |                                          |                                      |          |  |
| N.º                             | Título                                   | Escritor(es)                         | Duración |  |
| 17.                             | «Solar Angels» (en vivo en Tokio, Japón) | Halford, Glenn Tipton, K. K. Downing | 4:35     |  |

## Músicos
- Rob Halford: voz
- Russ Parrish: guitarra eléctrica
- Brian Tilse: guitarra eléctrica
- Jay Jay: bajo
- Scott Travis: batería